# Joachim Bensel
Joachim Bensel (* 1963) ist ein deutscher Biologe und Sachbuchautor.

## Leben
Bensel studierte Biologie in Darmstadt, Freiburg und München. In München promovierte er 2001 mit einer Dissertation über frühe Säuglingsunruhe. Seitdem trat er mit zahlreichen Veröffentlichungen über die frühe Kindheit und als Autor mehrerer Elternratgeber in Erscheinung. Er ist Mitinhaber der Forschungsgruppe Verhaltensbiologie des Menschen (FVM) und hat Lehraufträge an der Evangelischen Hochschule Freiburg (für Pädagogik der Kindheit) sowie an der Universität Salzburg (für Early Childhood Education) inne. Er forscht insbesondere zur außerfamiliären Betreuung, zur Kindeswohlgefährdung in Kindertagesstätten und Horten sowie zur Verhaltensentwicklung und chronischen Unruhe im Säuglingsalter. Er ist einer der Autoren des Standardwerks Lexikon der Biologie. Zudem ist er als Referent in Aus-, Fort- und Weiterbildungen für Erzieherinnen, Kindertagespflegepersonen, Elternbildner, Kinderärzte, Hebammen und Lehrer tätig. Bensel war an der Nationalen Untersuchung zur Bildung, Betreuung und Erziehung in der frühen Kindheit sowie an der Freiburger Säuglingsstudie beteiligt. 

## Schriften (Auswahl)
- mit Gabriele Haug-Schnabel, Evelin Kirkilionis: Mein Kind in guten Händen. Wie Kinderbetreuung gelingen kann, Herder, Freiburg 1997, ISBN 978-3-451-23629-7.
- Frühe Säuglingsunruhe. Einfluss westlicher Betreuungspraktiken und Effekte auf Aktivitätsmuster und biologischen Rhythmus (Zugl.: München, Univ., Diss., 2001), Verlag für Wissenschaft und Bildung, Berlin 2003, ISBN 978-3-86135-574-8.
- mit Wolfgang Tietze, Fabienne Becker-Stoll, Andrea G. Eckhardt, Gabriele Haug-Schnabel, Bernhard Kalicki, Heidi Keller, Birgit Leyendecker (Hrsg.): Nationale Untersuchung zur Bildung, Betreuung und Erziehung in der frühen Kindheit (NUBBEK), Verlag Das Netz, Weimar/Berlin 2013, ISBN 978-3-86892-026-0.
- mit Susanne Viernickel, Kirsten Fuchs-Rechlin, Petra Strehmel, Christa Preissing, Gabriele Haug-Schnabel: Qualität für alle. Wissenschaftlich begründete Standards für die Kindertagesbetreuung, Herder, Freiburg 2016, ISBN 978-3-451-81020-6.
- mit Armin Krenz (Hrsg.): Psychologie für Erzieherinnen und Erzieher. Grundlagen für die Praxis, 2. erweiterte und überarbeitete Auflage, Cornelsen, Berlin 2016, ISBN 978-3-589-15874-4.
- mit Gabriele Haug-Schnabel: Grundlagen der Entwicklungspsychologie. Die ersten 10 Lebensjahre, 12. vollständig überarbeitete und deutlich erweiterte Auflage  Herder, Freiburg 2017, ISBN 978-3-451-32960-9.
- mit Gabriele Haug-Schnabel, Johanna Kremers: Kinderängste verstehen und achtsam begleiten, Herder, Freiburg 2020, ISBN 978-3-451-00792-7.
- mit Gabriele Haug-Schnabel, Sibylle Fischer: Stark fürs Leben. Was Kinder über 4 wissen wollen, Herder, Freiburg 2020, ISBN 978-3-451-37788-4.
- Wildes und gewagtes Spiel. Risikokompetenz bei Kindern fördern, Herder, Freiburg 2023, ISBN 978-3-451-00350-9.